# Odo bruchi
Espèce
Synonymes
- Diactenus bruchi Mello-Leitão, 1938

Odo bruchi est une espèce d'araignées aranéomorphes de la famille des Xenoctenidae.

## Distribution
Cette espèce est endémique d'Argentine.

## Publication originale
- Mello-Leitão, 1938 : Algunas arañas nuevas de la Argentina. Revista del Museo de La Plata (Nueva Serie), vol. 1, p. 89-118.